# 市殿村
市殿村（いちどのむら）は、兵庫県飾磨郡にあった村。現在の姫路市中心部に東接する市川右岸にあたる。

## 地理
- 河川 ： 市川

## 歴史
- 1889年（明治22年）4月1日 - 町村制の施行により、飾東郡市之郷村・阿保村・神屋村および国府寺村の大部分の区域をもって発足。
- 1896年（明治29年）4月1日 - 所属郡が飾磨郡に変更。
- 1912年（明治45年）4月1日 - 大字神屋・国府寺および市之郷の一部が姫路市に編入。大字阿保および市之郷の一部が国衙村の一部（大字庄田・南条および北条・豊沢の各一部）と合併して城南村が発足。同日市殿村廃止。

## 経済

### 産業
企業
- 姫路屠畜場[1] - 設立は1901年8月[1]。役員は専務取締役・田寺敬信、取締役・水野伊造、柳田儀作[2]。監査役・河合吉蔵、中島伊之吉[2]。

## 交通

### 鉄道路線
村域を山陽本線・播但線が通過したが、駅は所在しなかった。

### 道路
- 西国街道（現・国道2号）